# Øygarden (Antarktika)
Øygarden ist eine Gruppe felsiger und unregelmäßig geformter Inseln, die sich über eine Länge von etwa 17,5 km in ostwestlicher Richtung im südlichen Abschnitt der Einfahrt zur Edward-VIII-Bucht vor der Küste des antarktischen Kemplands erstreckt. Zu ihnen gehören Alphard Island, die Borgøy, Depot Island, der Håkollen, der Karm, die Rigel Skerries, Shaula Island und die Sirius-Inseln.
Die Inselgruppe wurde von der Besatzung des Forschungsschiffs RRS William Scoresby im Februar 1936 im Rahmen der britischen Discovery Investigations entdeckt und für einen Teil des antarktischen Kontinents gehalten. Luftaufnahmen, die 1946 norwegischen Kartografen der Kartierung der Inselgruppe dienten, entstanden bei der Lars-Christensen-Expedition 1936/37. Ihr norwegischer Name deutet auf eine Inselkette hin, die wie ein Zaun oder Gatter schützend vor der Festlandküste liegt. Den ersten Landgang auf die Inseln unternahm der australische Geologe Peter Crohn (1925–2015) im Jahr 1956 im Rahmen der Australian National Antarctic Research Expeditions.